# Camponotus melichloros
Camponotus melichloros é uma espécie de inseto do gênero Camponotus, pertencente à família Formicidae.